# Сідартаун (Джорджія)
Сідартаун (англ. Cedartown) — місто (англ. city) в США, в окрузі Полк штату Джорджія. Населення — 10 190 осіб (2020).

## Географія
Сідартаун розташований за координатами 34°1′18″ пн. ш. 85°14′51″ зх. д. / 34.02167° пн. ш. 85.24750° зх. д. (34.021749, -85.247531).  За даними Бюро перепису населення США в 2010 році місто мало площу 22,59 км², з яких 22,50 км² — суходіл та 0,08 км² — водойми. В 2017 році площа становила 23,84 км², з яких 23,76 км² — суходіл та 0,08 км² — водойми.

## Демографія
Згідно з переписом 2010 року, у місті мешкало 9750 осіб у 3389 домогосподарствах у складі 2184 родин. Густота населення становила 432 особи/км².  Було 3899 помешкань (173/км²).
Расовий склад населення:
| - 56,5 % — білих - 18,8 % — чорних або афроамериканців - 1,0 % — азіатів - 0,5 % — корінних американців - 0,2 % — вихідців з тихоокеанських островів - 20,8 % — осіб інших рас |

До двох чи більше рас належало 2,3 %. Частка іспаномовних становила 31,0 % від усіх жителів.
За віковим діапазоном населення розподілялося таким чином: 29,4 % — особи молодші 18 років, 55,9 % — особи у віці 18—64 років, 14,7 % — особи у віці 65 років та старші. Медіана віку мешканця становила 30,9 року. На 100 осіб жіночої статі у місті припадало 96,5 чоловіків;  на 100 жінок у віці від 18 років та старших — 91,0 чоловіків також старших 18 років.
Середній дохід на одне домашнє господарство  становив 46 078 доларів США (медіана — 26 897), а середній дохід на одну сім'ю — 59 671 долар (медіана — 38 616). Медіана доходів становила 28 372 долари для чоловіків та 25 978 доларів для жінок. За межею бідності перебувало 31,0 % осіб, у тому числі 39,4 % дітей у віці до 18 років та 9,3 % осіб у віці 65 років та старших.
Цивільне працевлаштоване населення становило 2826 осіб. Основні галузі зайнятості: виробництво — 22,1 %, освіта, охорона здоров'я та соціальна допомога — 16,8 %, науковці, спеціалісти, менеджери — 16,6 %.